# Martha Somers
Martha Somers (Mechelen, 23 september 1923 – Amstetten, 20 maart 1945) was een ongehuwde onderwijzeres en actief binnen het Belgisch verzet in de Tweede Wereldoorlog.

## Biografie
In 1942 behaalde Somers een diploma aan de rijksnormaalschool van Laken waarna ze ging lesgeven aan het Mechels Koninklijk Lyceum. Ze volgde haar familie in het verzet tegen de Duitse bezetter. Bij de groep Bayard / Lijn K hielp ze met inbrengen, verwerken en doorsturen van allerhande inlichtingen naar de Belgische staatsveiligheid. Op 31 maart 1944 werd ze aangehouden door de Gestapo (gfp 712), vermoedelijk na verklikking, samen met 16 leden van de sectie Mies. Omwille van spionage werd ze samen met onder meer haar vriendin Elisabeth Desoleil gevangengezet in de Antwerpse Begijnenstraat tot ze op 19 juli werden overgeplaatst naar Sint Gillis en op 19 augustus naar Duitsland (Gommern). Op 2 maart 1945 kwamen ze in terecht in Ravensbrück tot ze 7 maart werden tewerkgesteld in het Mauthausen/Kommando Amstetten om het gebombardeerde station te herstellen. Tijdens een volgend bombardement van die spoorweg op 20 maart 1945 vonden beide vriendinnen de dood.

## Erkenning
- 17 november 1949: politiek gevangene
- 2002: Lyceum Martha Somers met gedenkplaat op de begane grond